# هک خبرگزاری فارس
هک خبرگزاری فارس، معروف به فارس‌گیت، در ۴ آذر ۱۴۰۱ و در بحبوحه خیزش ۱۴۰۱ ایران توسط گروه بلک ریوارد انجام شد. به گفته این گروه، آنها ۲۵۰ ترابایت داده را از سرورهای خبرگزاری فارس حذف کرده و بخشی از اسناد شامل فکس‌ها، تماس‌های ضبط شده، اطلاعات پورتال‌های داخلی مربوط به مکالمات اداری، آرشیو تصاویر و اسناد مالی را بارگیری کردند.
گروه هکری «بلک ریوارد» خبرگزاری فارس را به «انتشار دروغ، شایعه‌پراکنی، پرونده‌سازی علیه مردم ایران» متهم کرده و مدعی شد که مطابق اطلاعاتی که به آن دست یافته خبرگزاری فارس «گزارش‌های محرمانه به نهاد رهبری و سپاه» می‌فرستاده است.

## پیش‌زمینه
خبرگزاری فارس که خود را نخستین خبرگزاری مستقل ایران می‌خواند، توسط نزدیکان سپاه پاسداران و بسیج اداره می‌شود و به عنوان یک رسانه وابسته به سپاه شناخته می‌شود.
گروه هکری بلک ریوارد به گفته خود «بخشی از جامعه هکرهای ایرانی» است و «برای مقابله با رژیم جنایتکار آخوندی و نابودی آن» فعالیت می‌کند. این گروه قبلاً ایمیل مدیران و کارمندان شبکه خبری پرس تی‌وی، وابسته به صدا و سیمای جمهوری اسلامی، ایمیل‌های کارکنان دانشگاه الزهرا و سازمان پزشکی قانونی و وب‌سایت برخی دیگر از دانشگاه‌ها و اداره‌های حکومتی مثل بنیاد مسکن و شرکت توسعه انرژی اتمی ایران را نیز هک کرده بود.
همزمان با اعتراضات سراسری در ایران، بلک ریوارد همراه با گروه هکری تپندگان با هک کردن سامانه‌های ارسال پیامک، میلیون‌ها پیام فراخوان برای شرکت در تجمع‌های اعتراضی به مردم ارسال کرده بود.

## هک وبگاه
گروه هکری بلک ریوارد، شامگاه جمعه ۴ آذر ۱۴۰۱، اعلام کرد وبگاه خبرگزاری فارس، وابسته به سپاه پاسداران انقلاب اسلامی، را هک کرد. به‌نوشته این گروه هکری، در جریان این حمله سایبری، بیش از ۲۵۰ ترابایت داده از تمامی سرورها و رایانه‌های وابسته به این مجموعه حذف شده است.
این گروه هکری، ضمن انتشار تصویری از یک دختر جوان، در جریان اعتراض‌های ضدحکومتی بر روی صفحه اول وبگاه خبرگزاری فارس، این مجموعه رسانه‌ای را «بنگاه لجن‌پراکنی» خطاب کرد و مسئولان و کارکنان این خبرگزاری را تهدید کرد که تمامی اسناد داخلی، از جمله اسناد و گزارش‌های مالی این خبرگزاری، بارگذاری شده است و افشا می‌شوند.
خبرگزاری فارس، شامگاه جمعه چهارم آذر در پیامی در شبکه اجتماعی تلگرام، ضمن تأیید حمله سایبری بلک ریوارد اعلام کرد تیم فنی این خبرگزاری در حال بازگرداندن وبگاه هستند. این خبرگزاری، نهم آذر در اطلاعیه‌ای اعلام کرد پس از هک این خبرگزاری، فعالیت سایت آن به مدت یک‌ونیم روز برای «کشف منشأ آلودگی» متوقف شد ولی «بعضی سرویس‌ها مثل سیستم کامنت‌گذاری تا ارتقای امنیت شبکه موقتاً غیرفعال شده است».

## خودارضایی کارکنان
در پی این هک، ویدیویی از خودارضایی یکی از کارکنان خبرگزاری فارس منتشر شد که این خبرگزاری اعلام کرد «پخش فیلمی به نام دوربین مدار بسته صحت نداشته و مربوط به خبرگزاری فارس نیست»
علی خضریان، نماینده حوزه انتخابیه تهران، در تذکری در صحن مجلس یازدهم دربارهٔ این فیلم گفت «جریان ضدانقلاب مانند دهه ۶۰ به سمت ترور رفته است که یکی از ترورهای اخیر، ترور رسانه‌ای خبرنگار فارس است.»

## سند متنی
چند روز بعد از هک خبرگزاری فارس، بلک ریوارد دو سند متنی را که در دو فایل پی‌دی‌اف تهیه شده است منتشر کرد. در این دو سند برنامه‌ریزی و راهکارهای جمهوری اسلامی برای بهره‌برداری سیاسی از جام جهانی فوتبال ۲۰۲۲، به‌ویژه در راستای سرکوب هرگونه اعتراض از سوی بازیکنان تیم ملی فوتبال ایران نشان داده می‌شود.
پدیدار شدن «دوگانگی میان تیم ملی ایران و تیم ملی جمهوری اسلامی» در جامعه ایران، ازجمله برجسته‌ترین نگرانی‌های تهیه‌کنندگان این سند است. در بخشی دیگر از این دو سند نیز به موضوع تهدید بازیکنان تیم ملی فوتبال ایران از سوی مقامات جمهوری اسلامی و هماهنگی کارلوس کی‌روش، سرمربی تیم، با حکومت جمهوری اسلامی اشاره شده است.
یکی از این دو فایل، متنی چهارده صفحه‌ای با عنوان «طرح عملیات جام جهانی» است که از سوی سازمانی به نام «مرکز شمس» نوشته شده است. در فایل دیگر، توصیه‌کننده‌های ناشناسی که «سردبیران رسانه‌های جبهه انقلاب» خوانده شده‌اند نیز توصیه‌هایی را برای «مقابله با کنش‌های احتمالی در جام جهانی» به مقام‌های جمهوری اسلامی ارائه کرده‌اند.

## فایل صوتی جانشین رئیس بسیج
همچنین از این مجموعه هک‌شده یک فایل صوتی از جلسه دو ساعته قاسم قریشی، جانشین فرماندهی بسیج، با مدیران رسانه‌های نزدیک به سپاه پاسداران و بسیج منتشر شده است. این نشست که عصر روز ۲۴ آبان و در نخستین روز از اعتصاب سه‌روزه در سالگرد آبان خونین برگزار شده است و در آن فاش می‌شود که بازاریان در دست‌کم ۲۲ استان ایران به اعتصابات سراسری پیوسته و «میانگین تعطیلی بازار در ۲۴ آبان حدود ۷۰ تا ۱۰۰ درصد بوده است» و از این میان، بیشترین میزان اعتصاب مربوط به بازار تهران و سپس کردستان بوده است.
در این جلسه به تلاش برای برجسته کردن رخدادهایی مانند بمب‌گذاری ۲۰۲۲ استانبول، اعتصاب‌های لندن، استراق سمع از مکالمه تلفنی میان رعنا رحیم‌پور، گوینده بی‌بی‌سی فارسی و مادرش و همین‌طور جام جهانی فوتبال ۲۰۲۲ برای انحراف افکار عمومی از وضعیت ایران و اعتراضات گسترده اشاره می‌شود. همچنین در آن موضوعاتی دیگری نیز از جمله نامگذاری اعتراضات سراسری با عنوان «فتنه سیاه»، وضعیت حسین رونقی در زندان، کشتار معترضان در زاهدان و چانه‌زنی بر سر سهمیه اعزام به مسابقات جام جهانی در قطر نیز مورد بحث قرار می‌گیرد.
در این نشست عنوان می‌شود مقام‌های امنیتی پس از انتقال حسین رونقی به زندان، به خاطر وضعیت سلامتی او نگران «تکرار قضیه مهسا امینی» شده و مطرح می‌شود رونقی آذری است و او را با ستارخان، قهرمان جنبش مشروطه ایران، مقایسه می‌کنند. در فایل گفته می‌شود پاهای رونقی در زندان شکسته و وزن او به خاطر اعتصاب غذا به شدت کاهش می‌یابد. از سوی دیگر به خاطر تشدید بیماری قلبی رونقی، مسئولان نگران احتمال «سکته» او بودند. در ادامه گفته می‌شود «گفتیم هرجور شده یک عکس از این منتشر بشه که سالمه، نشسته و خونواده‌اش هم کنارشن. ظرف دو ساعت تصمیم‌گیری شد، بردنش اونجا عکس هم گرفته شد و منتقلش کردیم یک بیمارستان دیگه… هنوز حالش خوب نیست و مشکل قلبی داره. طرفدار هم زیاد داره.»
ابراز نگرانی از «کشف حجاب دومینووار» بازیگران و هنرمندان در شبکه‌های اجتماعی از دیگر موارد مطرح‌شده در این نشست محرمانه است. به‌گفته یکی از حاضران، باید به جای فشار بر صداوسیما و وزارت ارشاد برای حذف فیلم‌های این بازیگران زن، باید از طریق تهیه‌کنندگان علیه آن‌ها اقدام کرد.
همچنین یکی از حاضران در این نشست محرمانه دربارهٔ جمعه خونین زاهدان می‌گوید «قصور از طرف تیرانداز بالای پاسگاه بوده» و «متناسب با تهدید» عمل نشده است. قاسم قریشی نیز در توضیحات خود اشاره می‌کند هیئتی که به‌نمایندگی از سید علی خامنه‌ای به زاهدان سفر کرد، علاوه بر دلجویی، مأموریت داشت به مولوی عبدالحمید، امام‌جمعه اهل سنت زاهدان که به حمایت از مردم این شهر برخاسته، «تذکر» بدهد.
در این جلسه با اشاره به تجمعات دانشجویان در ۶۲ دانشگاه و دانشکده و تحصن در ۱۱ دانشگاه گفته شد که ۱۲ مورد حمله به پایگاه‌ها و حوزه‌های بسیج و همچنین دفاتر امامان جمعه در بیرجند، کنگان و یاسوکند، و دفتر علی اصغر عنابستانی، نماینده سبزوار و نماینده سابق شهرستان گنبد انجام شده است. همچنین یکی از حضار از قول سید علی خامنه‌ای، رهبر جمهوری اسلامی ایران، گفته که در دیدار با حسین اشتری، فرمانده کل انتظامی جمهوری اسلامی ایران، به وی گفته است که به نیروهای خودش بگوید که «یک‌وقت خود را نبازند».
جانشین رئیس سازمان بسیج، در این فایل صوتی، جزئیاتی از همکاری امنیتی قطر با جمهوری اسلامی در زمینه جلوگیری از ورود معترضان ایرانی به ورزشگاه‌های جام جهانی فوتبال را فاش و همزمان به علی دایی و دخترش به دلیل حمایتشان از اعتراضات توهین می‌کند. همچنین در این جلسه گفته می‌شود اسامی خبرنگاران شبکه ایران اینترنشنال و افراد مورددار به خواسته مقام‌های قطری در اختیار آنها گذاشته شده است تا مانع از سفر آنها به این کشور شوند.

## بولتن خبری فرمانده سپاه
بلک ریوارد چهارم آذر بولتن محرمانه‌ای را منتشر کرد که خبرگزاری فارس برای حسین سلامی، فرمانده کل سپاه پاسداران، تهیه کرده بود. این بولتن که پس از دیدار سید علی خامنه‌ای با بسیجیان در پنجم آذرماه تنظیم شده است، با نظارت عباس درویش توانگر، قائم مقام این خبرگزاری، تهیه و تحت عنوان «بولتن ویژه بیان» به دفتر حسین سلامی ارسال شده است. در این بولتن برخی از اخبار داخلی حکومت ایران، دستورهای رهبر آن و آمارهای مربوط به جهت‌گیری‌های جامعه ایران وجود دارد که بسیاری از آنها در رسانه‌ها درج نشده است.
در بخشی از این بولتن بر اساس نتایج برخی نظرسنجی‌ها هشدار داده شده است که در صورت استمرار برخورد با فیلترشکن‌ها احتمال شکل‌گیری «عصبانیت و ناآرامی در گروه‌های سنی فعال» در اعتراضات تشدید می‌شود.  نتایج نظرسنجی وزارت کشور ایران با جامعه آماری سه هزار و ۹۷۷ نفر در سراسر کشور نیز در این بولتن مورد اشاره قرار گرفته که بر اساس آن، «۵۱ درصد مردم معتقدند که حجاب باید اختیاری باشد». از دیگر نتایج این نظرسنجی به این موارد اشاره شده که «۸۴ درصد مردم معتقدند که این اعتراضات خیابانی سبب کاهش مشکلات می‌شود و ۷۰ درصد مردم تمایلی به حضور در راهپیمایی در حمایت از نظام و انقلاب ندارند».
بخشی از این بولتن نیز به اعتراضات جمعه خونین زاهدان اختصاص دارد. بنابر این بولتن سید علی خامنه‌ای با جمع‌بندی شورای عالی امنیت ملی و نیروی انتظامی برای بازداشت مولوی عبدالحمید مخالفت کرده است و گفته است با مولوی عبدالحمید مدارا شود و به مرور «توانایی‌اش» سلب شود و دستور داده است کسی که با تیربار شلیک کرده دستگیر شود.
خبرگزاری فارس نهم آذر تأیید کرد که بولتن‌های این رسانه توسط گروه «بلک ریوارد» هک شده است ولی محتوای آن را «رصد شنیده‌های محافل رسانه‌ای، شایعات فضای مجازی و ادعاهای رسانه‌های بیگانه» خواند.
این بولتن‌ها از جمله دلایل ناکامی جمهوری اسلامی ایران در دستیابی به توافق احیای برجام را ناشی از اختلافات داخلی، از جمله میان حسین امیرعبداللهیان، وزیر خارجه و علی باقری کنی معاون او، و اختلاف نظر شورای عالی امنیت ملی و وزارت خارجه ایران بیان می‌کند.

## پیامدها
علی القاصی، رئیس کل دادگستری استان تهران به دادستان تهران مأموریت داد تا با تشکیل کارگروهی نسبت به بررسی ابعاد حمله سایبری به خبرگزاری فارس اقدام کند. چند روز بعد عباس درویش توانگر قائم مقام خبرگزاری فارس بازداشت شد.